# خاخیتا
خاخیتا (به لاتین: Khakhita) یک منطقهٔ مسکونی در روسیه است که در شهرستان لواشینسکی واقع شده‌است.